# Pandantoyo
Pandantoyo is een bestuurslaag in het regentschap Kediri van de provincie Oost-Java, Indonesië. Pandantoyo telt 5018 inwoners (volkstelling 2010).